# Cirque du Soleil 3D: Mondi lontani
Cirque du Soleil 3D: Mondi lontani (Cirque du Soleil: Worlds Away) è un film del 2012 scritto e diretto da Andrew Adamson.
Nel film vengono rappresentate alcune performance tratte da sette spettacoli del Cirque du Soleil in scena a Las Vegas: O, KÀ, Mystère, Viva Elvis, Criss Angel Believe, Zumanity e Love.

## Trama
Una giovane ragazza viene invitata da un clown a visitare un circo. Una volta dentro incrocia il suo sguardo con quello del trapezista e si innamorano a prima vista. Durante l'esibizione il trapezista manca una presa e cade, la ragazza corre verso di lui ma il terreno sotto di loro li fa cadere in un'altra dimensione. I due cercheranno di ricongiungersi viaggiando attraverso i vari mondi onirici.

## Produzione

### Regia
Il produttore esecutivo Cary Granat e la società Reel FX discutevano da molto tempo su un'eventuale collaborazione con il Cirque du Soleil. Granat ha proposto l'idea di realizzare un film ad Andrew Adamson con il quale aveva collaborato quando era amministratore delegato della Walden Media, società produttrice dei film tratti da Le cronache di Narnia di cui Adamson ha diretto i primi due capitoli. Adamson si è ispirato al classico Disney Fantasia, a Le avventure di Alice nel Paese delle Meraviglie di Lewis Carroll, a Il lago dei cigni di Tchaikovsky ed alla sua esperienza personale del 2000 a seguito di un circo itinerante in Messico.

### Cast
L'intenzione iniziale del regista era quella di utilizzare degli attori professionisti nei ruoli principali, ma dato che per imparare certi numeri acrobatici sono necessari diversi anni, si decise di far imparare a recitare agli artisti del Cirque du Soleil. La protagonista Erica Linz è entrata a far parte del Cirque du Soleil all'età di 19 anni. Igor Zaripov è cresciuto in una famiglia russa con una grande tradizione circense, ha iniziato ad esibirsi a 12 anni e si è aggregato al Cirque du Soleil nel 2002 partecipando prima allo spettacolo KÀ e poi Zumanity.

### Riprese
Le riprese si sono svolte sia durante gli spettacoli dal vivo che durante i giorni di riposo. Sono durate 37 giorni suddivisi in tre periodi: tra ottobre e novembre 2010 a Las Vegas, nel dicembre 2011 in Nuova Zelanda e di nuovo a Las Vegas nel febbraio 2011.

## Distribuzione
Il film è stato presentato al Tokyo International Film Festival il 20 ottobre 2012, il 21 dicembre è uscito nelle sale statunitensi. In Italia è stato distribuito il 7 febbraio 2013, sia in 2D che in 3D.